# Maître des Livres de prières vers 1500
Le Maître des Livres de prières vers 1500 (Master of the Prayer Books of around 1500) est un  enlumineur anonyme, actif en Flandre de 1485 à 1520. Il doit son nom à un ensemble de livres de dévotion datés des années 1500, actuellement conservés à Berlin et à Vienne. 

## Éléments biographiques et stylistiques
Le nom de convention de cet artiste a été forgé par l'historien de l'art allemand Friedrich Winkler (en) en 1915. Son style comporte plusieurs caractéristiques :
- les personnages sont relativement grossiers : visages stéréotypés, en forme d'œuf pour les femmes ; front bas et cheveux souvent blancs ou gris, qui forment comme des chapeaux pour les hommes ;
- les vêtements sont souvent violet ou rouge pastel ;
- les paysages montrent volontiers des falaises de craie et des arbres sans feuilles ;
- une fine ligne rouge encadre souvent les miniatures[1].

Winkler pensait qu'il avait été l'élève du Maître du Livre de prières de Dresde. Depuis, des miniatures plus anciennes lui ont été attribuées, qui montrent que sa carrière fut indépendante de ce dernier. Par contre, il connaît bien l'œuvre de Simon Marmion. À plusieurs reprises, il collabore avec Gerard Horenbout et Alexander Bening à de luxueux livres d'heures. Il a peint de nombreux manuscrits, aussi bien de dévotion que littéraires, pour des personnages de haut rang tels Engelbert II de Nassau ou Henri VII d'Angleterre. Plusieurs indices montrent qu'il a sans doute été actif à Bruges. 

## Œuvres attribuées

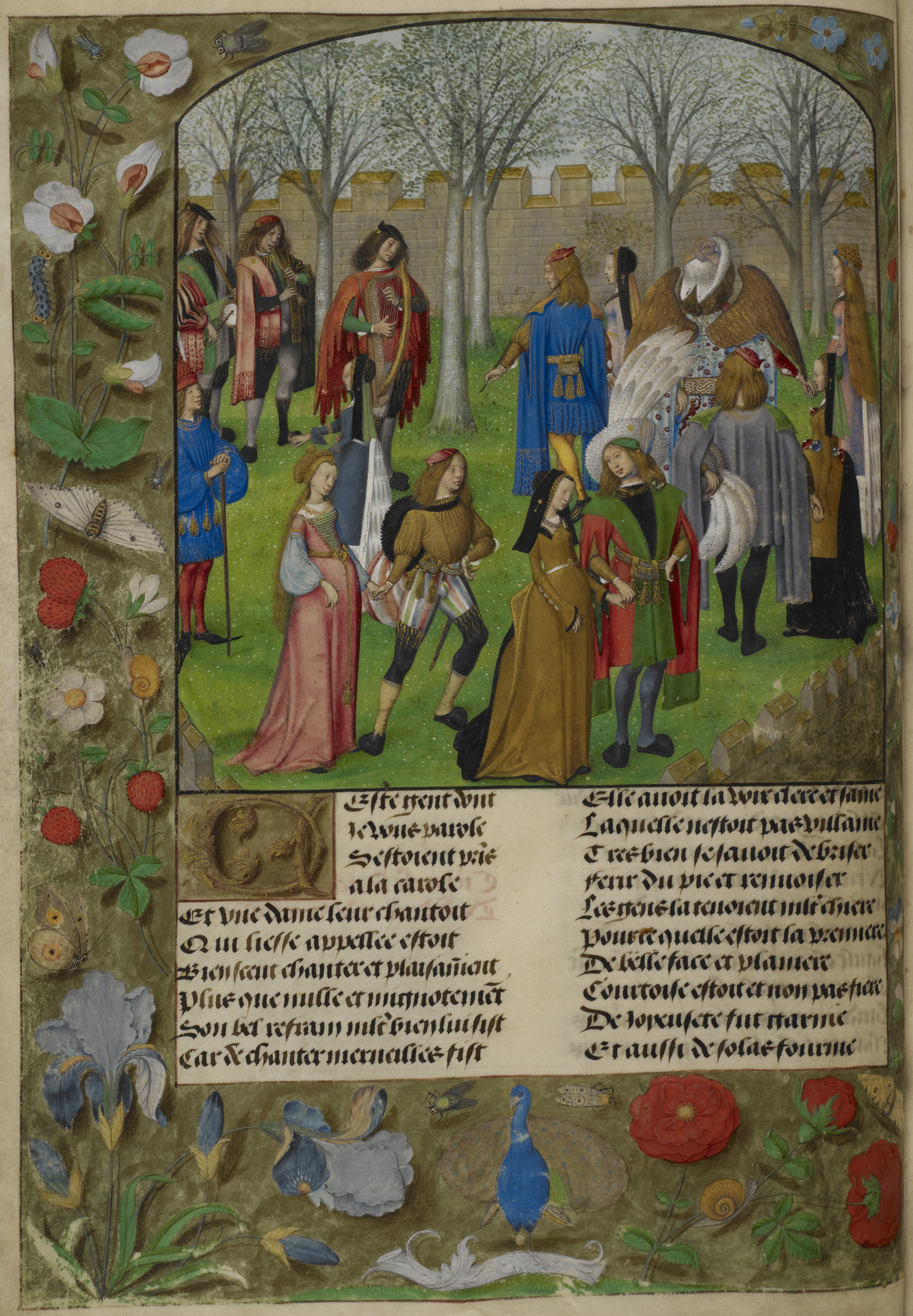
Carole dans le jardin, Le Roman de la Rose, British Library, Harley 4.425, f. 14v.

- Livre d'heures pour un commanditaire espagnol, vers 1475-1500, 18 miniatures en pleine page dont 17 attribuées au maître et à son atelier, bibliothèque de l'université de Cambridge, Add. 4.100[3] ;
- Statuts et Armorial de la Toison d'or, vers 1481-1491, Waddesdon Manor (Buckinghamshire, National Trust), Ms. 17 ;
- Poèmes de Charles Ier d'Orléans, 4 miniatures de sa main, vers 1490, British Library, Royal 16 F ii ;
- Œuvres de Virgile, vers 1490, collection du duc de Leicester, Holkham Hall (Norfolk), Ms. 311, vol.1 ;
- Le Roman de la Rose, 92 miniatures de sa main, vers 1490-1500, British Library, Harley Ms. 4.425[4] ;
- Chroniques de Monstrelet, vers 1495, Bibliothèque de l'Université de Leyde, Ms. Vos. GG. F2 ;
- Livre d'heures, en collaboration avec Alexander Bening, vers 1495-1500, Bibliothèque d'État de Bavière, Clm 28.345 ;
- Imaginacion de la vraie noblesse de Jean de Lannoy, vers 1496-1497, British Library, Royal Ms. 19 C viii ;
- Heures « La Flora », en collaboration avec le Maître du Livre de prières de Dresde et Alexander Bening, avant 1498, Bibliothèque nationale de Naples, Ms. I. B. 51 ;
- Livre d'heures ayant appartenu à Marguerite d'Autriche, vers 1500, Bibliothèque nationale autrichienne, Cod. 1.862 ;
- Livre d'heures, vers 1500, Kupferstichkabinett Berlin, 78.B15 ;
- Livre d'heures, vers 1500, Bibliothèque nationale autrichienne, Cod. 1.887 ;
- Livre d'heures, 2 miniatures détachées représentant la Résurrection de Lazare et une Vierge à l'Enfant, vers 1500, Kupferstichkabinett Berlin, KdZ 640 et 1761 ;
- Heures d'Isabelle de Castille, en collaboration avec notamment Gerard Horenbout, Alexander Bening, Gérard David et autres, avant 1504, Cleveland Museum of Art, 1.963.256 ;
- Livre de prières de Rothschild, quelques miniatures en collaboration avec Gerard Horenbout, Alexander et Simon Bening, vers 1510-1520, collection particulière ;
- Heures de Spinola, quelques miniatures en collaboration avec Gerard Horenbout, Alexander Bening, le Maître de la Bible de Lübeck et le Maître du Livre de prières de Dresde, vers 1510-1520, J.Paul Getty Museum, Los Angeles, Ludwig IX 18 ;
- Livre d'heures pour Philippe le Bon, ajouts de plusieurs miniatures, Musée Meermanno, La Haye, 10 F 12 ;
- Livre d'heures, Bibliothèque royale de Belgique, Ms.IV 280 ;
- Heures à l'usage de Rome, British Library, Egerton 1.149[5] ;
- Traduction de Quintius Curtius par Vasco da Lucena, Bibliothèque de Genève, Fr. 75 ;
- Heures de Juan Rodriguez Fonseca, bibliothèque du Real Seminario Sacerdotal de San Carlos, Saragosse, Inv. 6.209.